# Priladojski
Priladojski (en russe : Прила́дожский) est une commune urbaine du Kirovsk de l'oblast de Léningrad, en Russie. Il est le centre administratif de l'établissement urbain de Priladojski. Sa population s'élevait à 5 629 habitants en 2024.    

## Géographie
Priladojski est située dans l'oblast de Léningrad, un sujet de Russie européenne qui fait partie du district fédéral du Nord-Ouest. La localité se trouve dans le Kirovsk, une des raïons de l'oblast, et fait partie de l'établissement urbain de Priladojski, une municipalité du raïon, dont il est le chef-lieu,,.
Priladojski, comme tout l'oblast de Léningrad, est située dans le fuseau horaire MSK (heure de Moscou). Le décalage horaire appliqué par rapport au temps universel coordonné est +03:00.

## Démographie
Recensements (*) et estimations de la population,:
| 2002* | 2010* | 2021* | 2024  | - |
| ----- | ----- | ----- | ----- | - |
| 5 185 | 5 757 | 5 767 | 5 629 | - |